# 南紀白浜コミュニティ放送
南紀白浜コミュニティ放送株式会社（なんきしらはまコミュニティほうそう）は、和歌山県西牟婁郡白浜町の一部地域を放送区域として超短波放送（FM放送）をする特定地上基幹放送事業者である。
ビーチステーションの愛称でコミュニティ放送を行っている。

## 概要
和歌山県には民放のFM県域放送局は存在しない。そのような中、1998年（平成10年）に県内初のコミュニティ放送局として誕生した。白浜町が中心となって設立された第三セクターである。
愛称のビーチステーションは開局前の公募により決定した。
自社制作番組の他、他コミュニティ放送局制作の番組やJ-WAVEの番組を再送信している。和歌山県内の他のコミュニティFM局はほぼ全ての番組を自社制作しており、CSでの配信プログラムを放送しているのは和歌山県で唯一である。

## 送信設備
開局当初は出力10Wで平草原に送信所を設置していた。その後、増力の許可に伴い送信所を移設し、庄川（しゃがわ）及び椿（つばき）中継局を廃局。増力で可聴エリアが広がり、開局後からの懸案であった（旧）白浜町内における難聴取問題はほぼ解消された。
しかし、2006年（平成18年）3月に白浜町と合併した旧日置川町域では、依然として聴取できない状態であった。そもそもビーチステーションは防災情報や地域情報を提供することを目的に設置されており、新たに白浜町の一部となった旧日置川町域で聴取できないことは新たな課題の一つとなっていたが、2008年（平成20年）4月1日より日置中継局の運用を開始し、この課題も解決されることとなった。
2011年（平成23年）8月1日にはSimulRadioに参加。インターネットでの聴取が可能となっている。
2020年（令和2年）9月30日をもってSimulRadio、ListenRadioでの配信を終了。10月1日より、JCBAインターネットサイマルラジオでの配信に移行した。
- 送信所
  - 所在地：和歌山県西牟婁郡白浜町堅田西山2399番地の1※西山（標高160m）の高台。アドベンチャーワールド駐車場付近。
  - 出力：20W
- 日置中継局
  - 所在地：和歌山県西牟婁郡白浜町塩野字地蔵谷442番地の30
  - 出力：20W

## サテライトスタジオ
白良浜にサテライトスタジオがあり、開局時から夏休み期間には連日生放送を行っている（昼間のイベントを放送する『HAMAラジ』と、20:00からのメッセージ花火の放送）。また、アドベンチャーワールド施設内にサテライトスタジオがあり、月に一度生放送を行っている。

## 主な番組
括弧内は放送曜日と放送時間。
- 朝ナビ764（月曜 - 金曜、8:00 - 9:50）
- We Love 南紀白浜!（月曜 - 金曜、11:00 - 12:50）
- Be＃Tuning（月曜 - 木曜、17:00 - 18:00）
- スポーツチャンネル764（土曜、11:00 - 12:00）

### 終了した主な番組
- なすラジ